# Charles-Henri-Philippe Gauldrée-Boilleau
Charles-Henri-Philippe Gauldrée-Boilleau, né à Toulouse en 1823, est un diplomate français au service du ministère des Affaires étrangères françaises durant le XIXe siècle.

## Biographie
Il est le fil du général de division Jean-Baptiste-Charles Gauldrée-Boilleau.
En 1848, il est attaché au consulat de France à Turin. Il est nommé consul de première classe à Québec onze ans plus tard (1859) et, en 1862, il est élevé au rang de consul général pour l'ensemble des colonies anglaises de l'Amérique du Nord avec le titre de « consul général au Canada avec résidence à Québec». Avant son départ de Québec, il dresse un bilan positif de son action, rapportant au Quai d'Orsay à quel point le consulat de France était devenu populaire dans ce pays. En 1863, il est nommé à New York et devenu baron du Second Empire. Puis, en 1868, à Lima à titre de ministre plénipotentiaire. Mais quelques années plus tard, à la suite d'un procès d'importance à Paris, il est condamné à trois ans de pénitencier.
À New York, il se serait engagé dans une affaire de spéculation sur les chemins de fer. On dit que ce serait durant son incarcération qu'il aurait écrit sa monographie sur l'habitant de Saint-Irénée (Québec). Cette étude sociologique sur les habitants de Saint-Irénée au Québec a été menée selon la méthode de Frédéric Le Play et pour le compte de sa Société internationale des études pratiques d'économie sociale de 1861 à 1862.
Après sa libération, il se serait installé à Pise et y aurait terminé sa vie.

## Hommages
Au Québec, le nom du village de Ferland-et-Boilleau rappelle en partie sa mémoire.
Dans le roman de Jules Verne Une ville flottante, le narrateur se rend chez lui, au 2 Broadway, à New York (chapitre XXXV).